# New Public Governance
De New Public Governance is een beheersfilosofie gebruikt door overheden en semioverheden sinds de jaren 2000 om de publieke sector te moderniseren (en enkele fouten recht te zetten die het New Public Management heeft veroorzaakt). New Public Governance staat ook bekend als post-NPM of digital-era governance.
De New Public Governance vindt zijn oorsprong in de netwerktheorie, institutionele theorie en vormt de synthese van de botsing tussen de (weberiaanse) bureaucratie en het New Public Management van de jaren tachtig. Centraal staat samenwerking, coördinatie en participatie van de verschillende gefragmenteerde diensten in tegenstelling tot doorgedreven verzelfstandiging. De overheid wordt dan ook holistisch voorgesteld. In de literatuur wordt ook wel van Joined-Up Government gesproken. Ook publiek-private samenwerking en digitalisering zijn belangrijke kenmerken.
Patrick Dunleavy spreekt over de digital-era governance. Hij onderscheidt drie belangrijke elementen:
1. Herintegratie: het samenbrengen van de gefragmenteerde diensten,
2. Noden-gebaseerd holisme: een nieuwe relatie met burger, vereenvoudiging en flexibiliteit en
3. Digitalisering: maximaal gebruik van de moderne informatie- en communicatietechnologie.